# Tăgădău, Arad
Tăgădău este un sat în comuna Beliu din județul Arad, Crișana, România. Prezentare generală.
Tăgădău este un sat în comuna Beliu, județul Arad, Transilvania, România. Satul Tăgădău este renumit  prin frumusețea portului vechi și mai ales prin diversitatea obiceiurilor folclorice.
Localnicii sunt în majoritate agricultori și crescători de animale, iar livezile de pomi fructiferi sunt specifice acestei zone.
Mulți din locuitori sunt adevărați artiști populari care au câștigat numeroase concursuri de interpretare.
Religie
Pe strada principală care se întinde de-a lungul șoselei, se înalță două frumoase și impunătoare biserici, una ortodoxă iar alta a cultului baptist mult dezvoltat în zonă.
În anul 1750 satul nu avea biserică, iar credincioșii frecventau biserica din parohia Comănești. După cinci ani, în 1755, episcopul Sinesie Jivanovici hirotonea pe preotul Ioan, în vârstă de 30 de ani, pentru parohia Tăgădău.
În anul 1750 este construită o biserică de lemn, acoperită cu șindrilă, cu hramul "Înălțarea Domnului", amplasată pe Dâmbul bisericii în vatra veche a satului.
Datorită stării de degradare în care se afla, în 1782, în baza edictului de toleranță, parohia primește dreptul de a-și repara biserica, dar, cu ordinul către comitatul Bihor, să vegheze ca nu cumva cu aprobarea de renovare sa fie construită o noua biserică. Biserica, pe care o vizitează Coriolan Petranu, avea la proscomidier însemnat anul 1809. În anul 1923 biserica este demolată, iar materialul vândut unui antreprenor din Ineu. Cu această ocazie s-a pierdut și textul inscripției de pe o grindă a bisericii. În locul ei, în același an este edificată o altă biserică de lemn, dar, datorită faptului că lemnul a fost verde, locașul de cult a fost demolat în 1938 și înlocuit cu actuala biserică de cărămidă care are hramul "Sf. Ioan Botezatorul".